# Jette Schandorf
Jette Schandorf (født 5. september 1960) er en dansk bassist.
Hun har primært spillet med i diverse konstellationer med Poul Halberg såsom Halberg Larsen , Poul Halberg Powertrio og Halberg & Friends, men også bands som Hos Anna, Blast, News og Lis Sørensen.